# Лукас, Элиза
Элиза Лукас (Элизабет Лукас Пинкни, 28 декабря 1722 — 1793) — американская предпринимательница, сыгравшая огромную роль в развитии промышленности британских колоний в Америке.
Элиза Лукас изменила облик сельского хозяйства Южной Каролины, начав выращивание Индигоферы красильной, сырья для производства индиго, что в тот период стало одной из наиболее важных сельскохозяйственных отраслей. В 16 лет она стала управляющей тремя плантациями, а к началу американской войны за независимость продукция индиго составляла треть всего экспорта из Южной Каролины.
В 1753 году на аудиенции у принцессы Уэльской Августы Саксен-Готской, Элиза преподнесла ей шёлковое платье, изготовленное на плантациях Пинкни
В 1793 году, на похоронах Элизы Лукас, среди несущих её гроб был президент США Джордж Вашингтон.
В 1989 году Элиза Лукас стала первой женщиной, включённой в Зал Славы Бизнеса штата Южная Каролина.